# سائو پائولو
سائو پائولو (به انگلیسی: Sao Paulo) بزرگ‌ترین شهر کشور برزیل است؛ و در جنوب شرقی برزیل قرار دارد. این شهر به چهارمین شهر بزرگِ جهان، از لحاظ جمعیت، تبدیل شده‌است. بر مبنای آخرین داده های جغرافیایی کلانشهر سائوپائولو ۹۰ کیلومتر درازا دارد.

## پیشینه
سائو پائولو در ۲۵ ژانویه ۱۵۵۴ توسط دو مبلغ عضو فرقه مذهبی یسوعی بنیاد شد، پایین بودن بهره‌وری مزارع شکر محلی باعث شد تا این سکونتگاه مدتی طولانی در حالت انزوا باقی بماند. در سده هفدهم کشاورزان منطقه اقدام به کشت گندم به منظور صادرات کردند. در سال ۱۷۱۱ به سائو پائولو رسماً عنوان شهر اعطا شد. در تاریخ ۷ سپتامبر ۱۸۲۲ اعلام استقلال برزیل از پرتغال نیز، در سائو پائولو انجام شد؛ و در قرن نوزدهم این شهر شاهد شکوفایی و رونق اقتصادی بود، که علت عمده آن رواج صادرات قهوه بود.
پس از لغو برده‌داری در سال ۱۸۸۸، کشتزارهای قهوه این شهر امواج زیادی از مهاجران از ایتالیا، پرتغال، اسپانیا، آلمان و دیگر کشورهای اروپایی را به‌خود جلب کرد و از سوی دیگر بسیاری از بردگان سابق نیز برای پیدا کردن کار جذب این شهر شدند.
در سال ۱۸۹۷ ایتالیایی‌ها بیش از نیمی از جمعیت این شهر را تشکیل می‌دادند.
در آغاز سده بیستم، قیمت قهوه به شدت سقوط کرد و در نتیجه کارآفرینان محلی سرمایه‌های خود را به سوی توسعه صنعتی این شهر سوق دادند.
صنعتی شدن این شهر به نوبه مجدداً خود باز هم نیروهای جدیدی از مهاجران کشورهای دوردست از جمله ایتالیایی‌ها، ژاپنی‌ها، و اهالی سوریه و لبنان را به این شهر کشاند.
زبان اکثریت جمعیت شهر پرتغالی است؛ ولی به خاطر حضور قابل توجه مهاجران ایتالیایی در این شهر، زبان گفتاری شهر از زبان ایتالیایی به‌ویژه گویش‌های ونتی و ایتالیایی جنوبی تأثیر زیادی گرفته‌است.
برپایه سرشماری سال ۲۰۱۰ میلادی، جمعیت شهر در آن سال ۱۰٬۶۵۹٬۳۸۶ نفر بود که از این تعداد، ۶۰٫۶ درصد سفیدپوست، ۳۰٫۵ دورگه، ۶٫۵ درصد سیاه‌پوست، ۲٫۲ زردپوست، و ۰٫۲ سرخ‌پوست بودند.
این شهر مفتخر به میزبانیِ «افتتاحیه‌ی» جام جهانی فوتبال در سال ۲۰۱۴ نیز بوده‌است.
امروزه روز نیز، باز مجدداً موجی از مهاجرت از بولیوی به سائو پائولو دیده می‌شود.

## جغرافیا
سائو پائولو که در گفتار روزانه «سامپا» نیز نامیده می‌شود هفتمین شهر بزرگ جهان و بزرگ‌ترین شهر نیم‌کره جنوبی و قاره آمریکا است.
جمعیت این شهر ۱۱ میلیون ۳۰۰ هزار نفر است و جمعیت شهر و حومه (منطقه کلان‌شهری) آن نزدیک به ۳۰ میلیون نفر است.
این شهر مرکز ایالت سائو پائولو و از مراکز مهم فرهنگی، اقتصادی و سیاسی در برزیل و فراسوی آن است و بناها، پارک‌ها و موزه‌های مهمی چون یادمان آمریکای لاتین، موزه زبان پرتغالی، موزه هنر سائو پائولو و پارک ایبیراپوئرا را در خود جای داده‌است. تعدادی از بلندترین ساختمان‌های برزیل نیز ازجمله میرانته دواله، ایتالیا، آلتینو آرانتس، و برج شمالی آنسکوم در سائو پائولو قرار دارند.
نام این شهر به افتخار پل مقدس نام‌گذاری شده و شعار شهر نیز به زبان لاتین «Non dvcor, dvco» است که به معنی «مرا راه نمی‌برند، رهبری در دست من است» می‌باشد.
سائو پائولو آب‌وهوایی مرطوب و نیمه‌گرمسیری دارد.
سائو پائولو به خاطر هوای متغیر خود «Cidade da Garoa» (شهر نم‌نم باران) نامیده شده و به خاطر غذاهای ویژه، معماری، ناوگان بزرگ بالگردها، و ازدحام ترافیکی‌اش مشهور است.

## جاذبه‌های گردشگری و توریستی

تئاتر شهرداری سائو پائولو، یکی از بناهای شاخص فرهنگی در سائو پائولو است که در سال ۱۹۱۱ میلادی بنا شد. معماری تئاتر شهرداری سائو پائولو برعهده راموس دِ آزِوِدو بود و بر اساس تلفیقی از معماری رنسانس، معماری باروک و هنر نو ساخته‌شد. هم‌اکنون این مکان، پذیرای اپرای سائو پائولو، ارکستر سمفونیک سائو پائولو و باله سائو پائولو است.

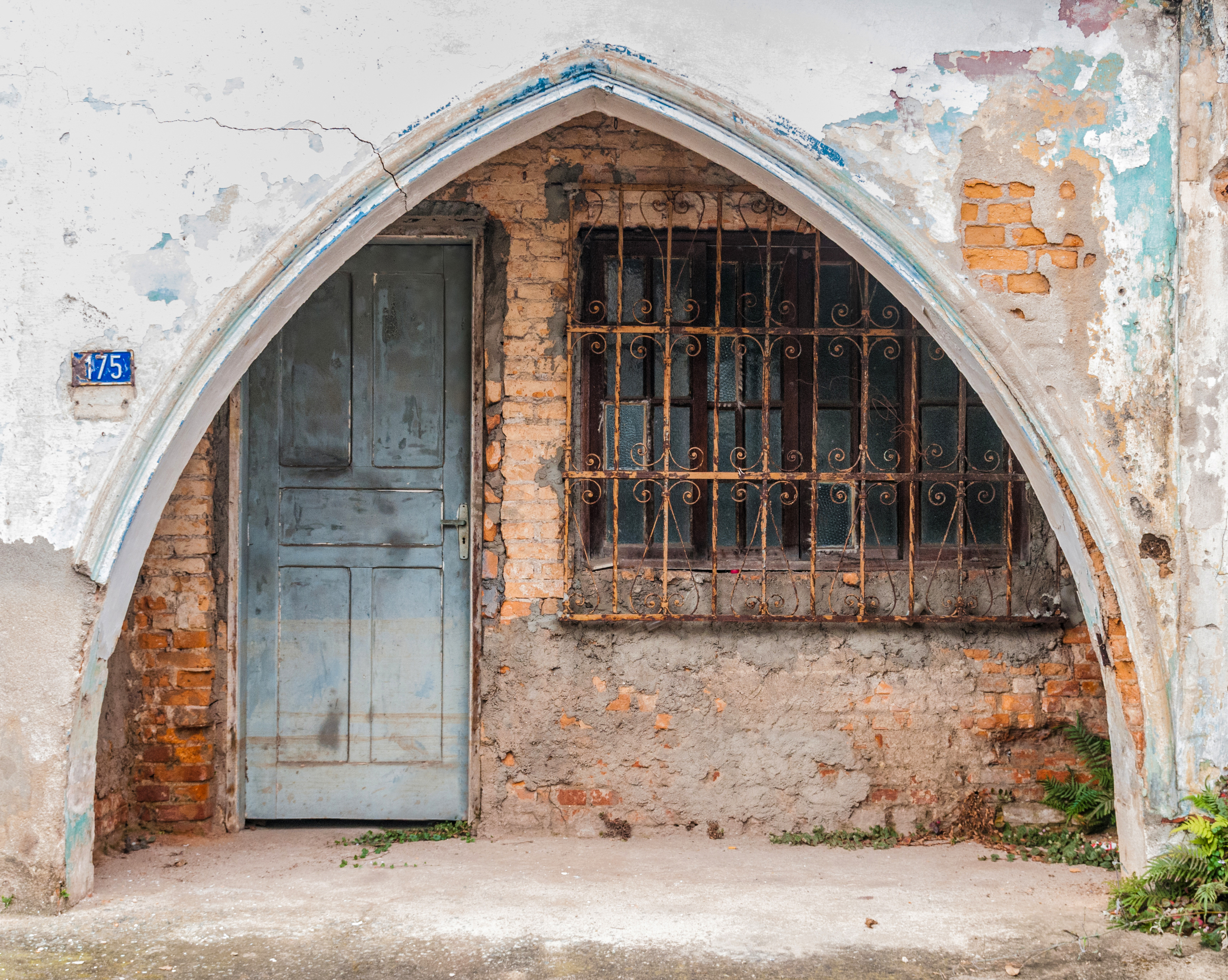
نگاره‌ای از یک خانه با معماری کوچ‌نشینی پرتغالی در سائو پائولو.

سائو پائولو، سرزمین باران یا سامپا، بزرگترین شهر برزیل، بزرگترین و ثروتمندترین شهر نیم کره جنوبی آمریکای لاتین، و دهمین شهر ثروتمند دنیاست.
آب و هوای این شهر، حاره‌ای و گرمسیر است و مشابه سیدنی و لس آنجلس می‌باشد.
شاید بتوان گفت مردم سائو پائولو از بقیه شهرهای برزیل بهتر انگلیسی صحبت می‌کنند اما زبان اصلی این شهر، پرتغالی است و بیشتر جمعیت را ایتالیایی‌ها، آفریقایی‌ها و پرتغالی‌ها تشکیل می‌دهند.
بزرگترین مرکز خرید آمریکای لاتین با مساحت ۳۶۵۰۰۰ متر مربع در سائوپائولو ساخته شده. مشخصه‌های منحصر به فرد، طرز زندگی جالب ساکنان و البته رستوران‌های بین‌المللی و بومیِ فوق‌العاده برای تمام ذائقه‌ها، سائو پائولو را به یکی از پرطرفدارترین شهرهای دنیا برای توریست‌ها تبدیل کرده‌است.

## مترو
متروی سائو پائولو در سال ۱۹۷۴ تأسیس شده و هم‌اکنون دارای ۵ خط و ۶۵ ایستگاه می‌باشد.